# Рязановка (Стерлітамацький район)
Ряза́новка (рос. Рязановка, башк. Рязановка) — присілок у складі Стерлітамацького району Башкортостану, Росія. Адміністративний центр Рязановської сільської ради.
Населення — 616 осіб (2010; 555 в 2002).
Національний склад:
- росіяни — 79%